# 孔佩尔
孔佩尔（法語：Compeyre，法語發音：[kɔ̃pɛʁ]）是法国阿韦龙省的一个市镇，属于米约区。

## 地理
孔佩尔（44°9'40"N, 3°6'6"E）面积10.36 平方千米，位于法国奧克西塔尼大區阿韦龙省，该省份为法国南部内陆省份，位于法國中央高原南部，北起顺时针与康塔爾省、洛泽尔省、加尔省、埃罗省、塔恩省、塔恩-加龙省和洛特省接壤。
与孔佩尔接壤的市镇（或旧市镇、城区）包括：阿格萨克、拉克雷斯、波耶、塔恩河畔里维耶尔、韦里耶尔。

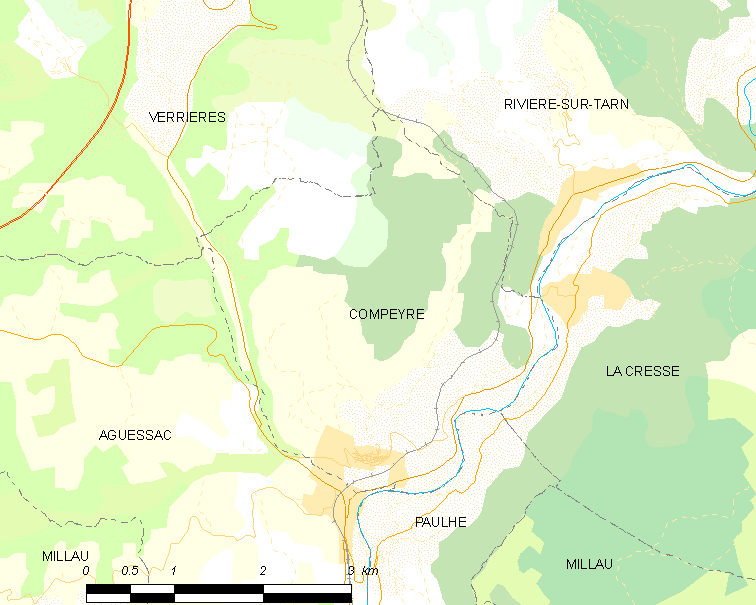
孔佩尔的OSM定位图

孔佩尔的时区为UTC+01:00、UTC+02:00（夏令时）。

## 行政
孔佩尔的邮政编码为12520，INSEE市镇编码为12070。

## 政治
孔佩尔所属的省级选区为米约第二县。

## 人口

1962-2008年间孔佩尔人口变化图示

孔佩尔于2022年1月1日时的人口数量为526人。